# Forsthaus Forstenried

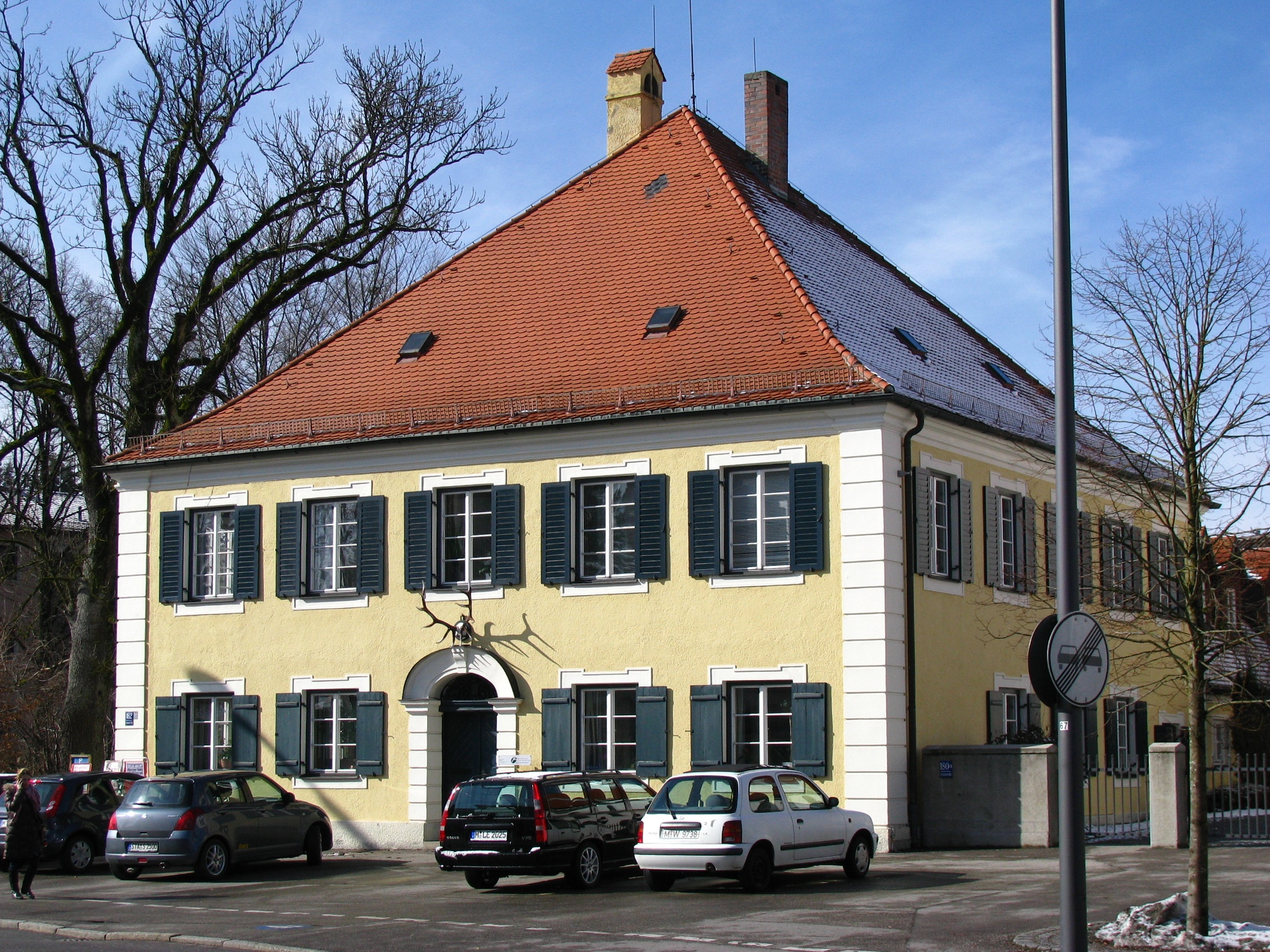
Forsthaus Forstenried, Ansicht von Nordost

Das Forsthaus Forstenried ist ein Forsthaus in München. Es dient als Sitz des Forstbetriebs München der Bayerischen Staatsforsten. Das Gebäude ist als Baudenkmal in die Bayerische Denkmalliste eingetragen.

## Lage

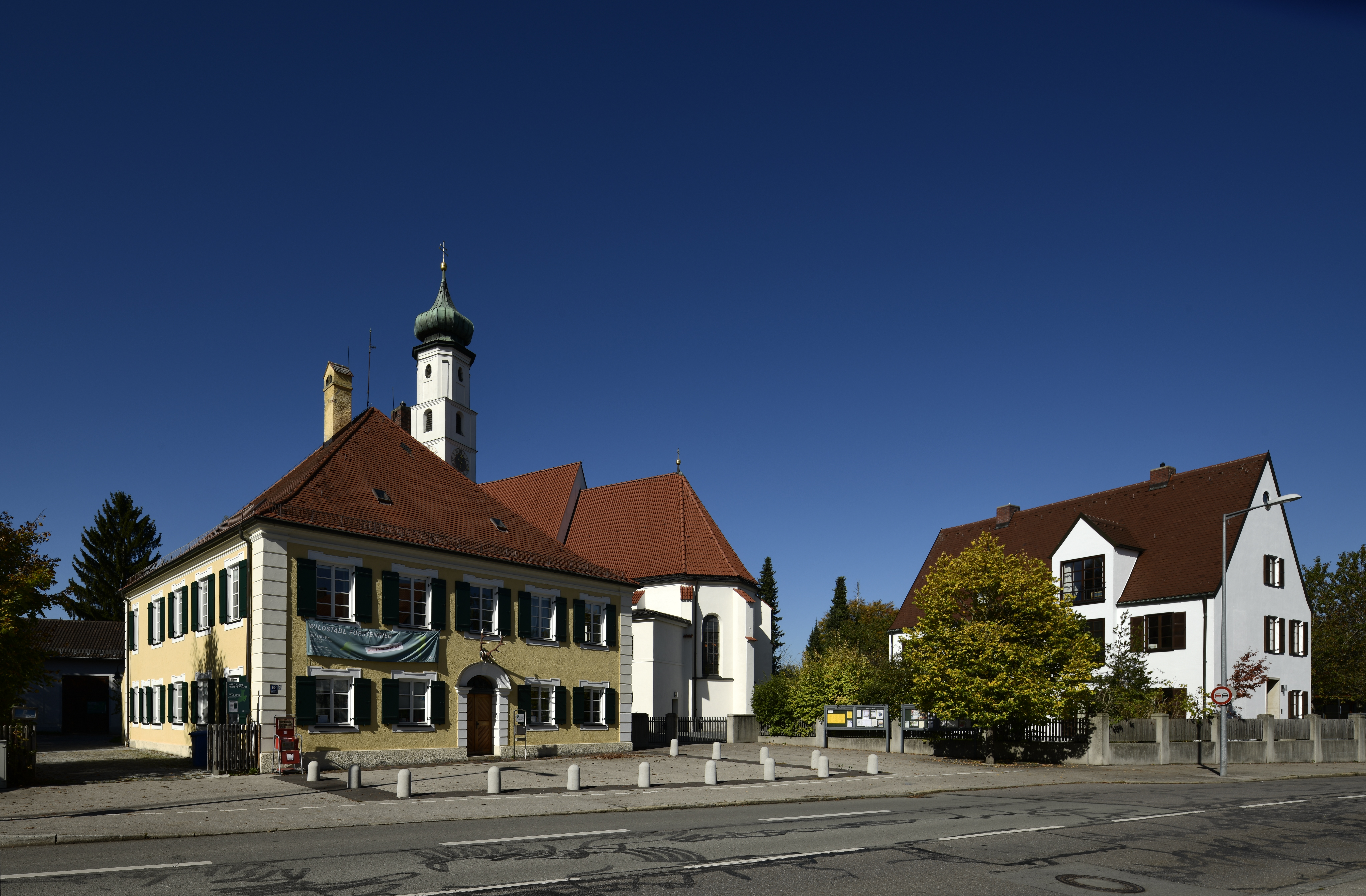
Baugruppe aus Forsthaus, Kirche und Pfarrhaus

Das Forsthaus liegt im Münchner Stadtbezirk 19 Thalkirchen-Obersendling-Forstenried-Fürstenried-Solln im Ortskern von Forstenried an der Forstenrieder Allee direkt südlich der Heilig-Kreuz-Kirche. Mit der Kirche und dem Pfarrhaus zusammen bildet es eine das Ortsbild prägende Baugruppe. Schräg gegenüber dem Forsthauses liegt der Gasthof Alter Wirt.

## Geschichte
Das Forsthaus in Forstenried, das die Wälder südlich von München (den heutigen Forstenrieder Park) bewirtschaftete, bekam eine größere Bedeutung, als Kurfürst Max Emanuel das Jagdschloss Fürstenried errichten und den Wald in ein höfisches Jagdrevier umwandeln ließ. Dementsprechend erfolgte von 1725 bis 1726 ein Neubau des Forsthauses. Zwischen 1974 und 1775 fand eine Instandsetzung des Hauses statt. 1984 wurde der hintere Anbau durch einen Neubau ersetzt.

## Beschreibung
Der zweigeschossige Hauptbau hat einen quadratischen Grundriss mit etwa 15 Metern Seitenlänge und trägt ein Pyramidendach. Die Hauptfassade auf der Ostseite hat fünf Fensterachsen. Der Eingang befindet sich in der Mitte, dahinter führt ein Mittelgang durch das ganze Haus. An der Westseite schließt ein zweigeschossiger Anbau mit Satteldach an den Hauptbau an. In einem freistehenden zweigeschossigen Bau östlich davon ist der Wildstadl untergebracht, eine Verkaufsstelle für Wild aus den Wäldern des Forstbetriebs München.

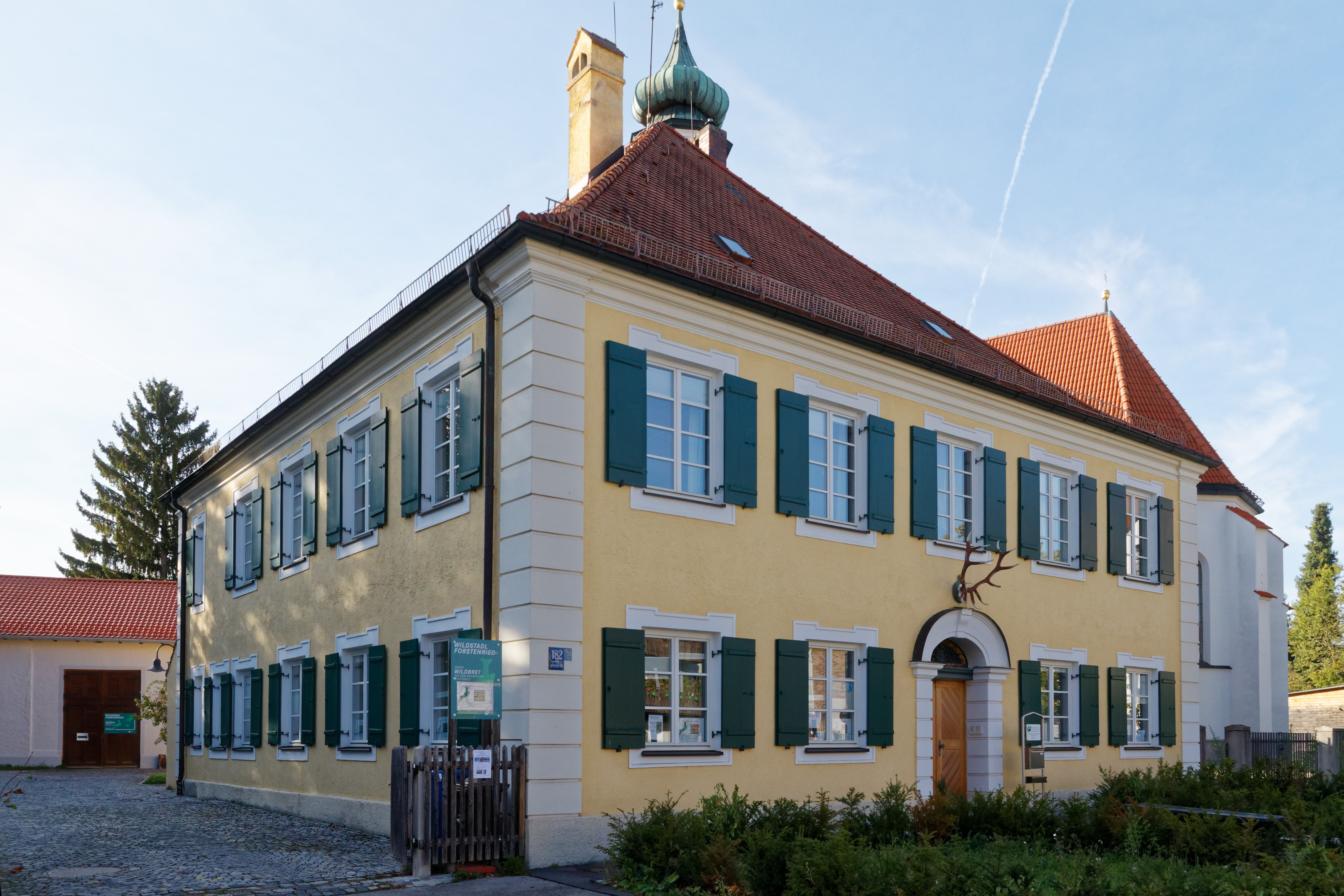
Ansicht von Südost
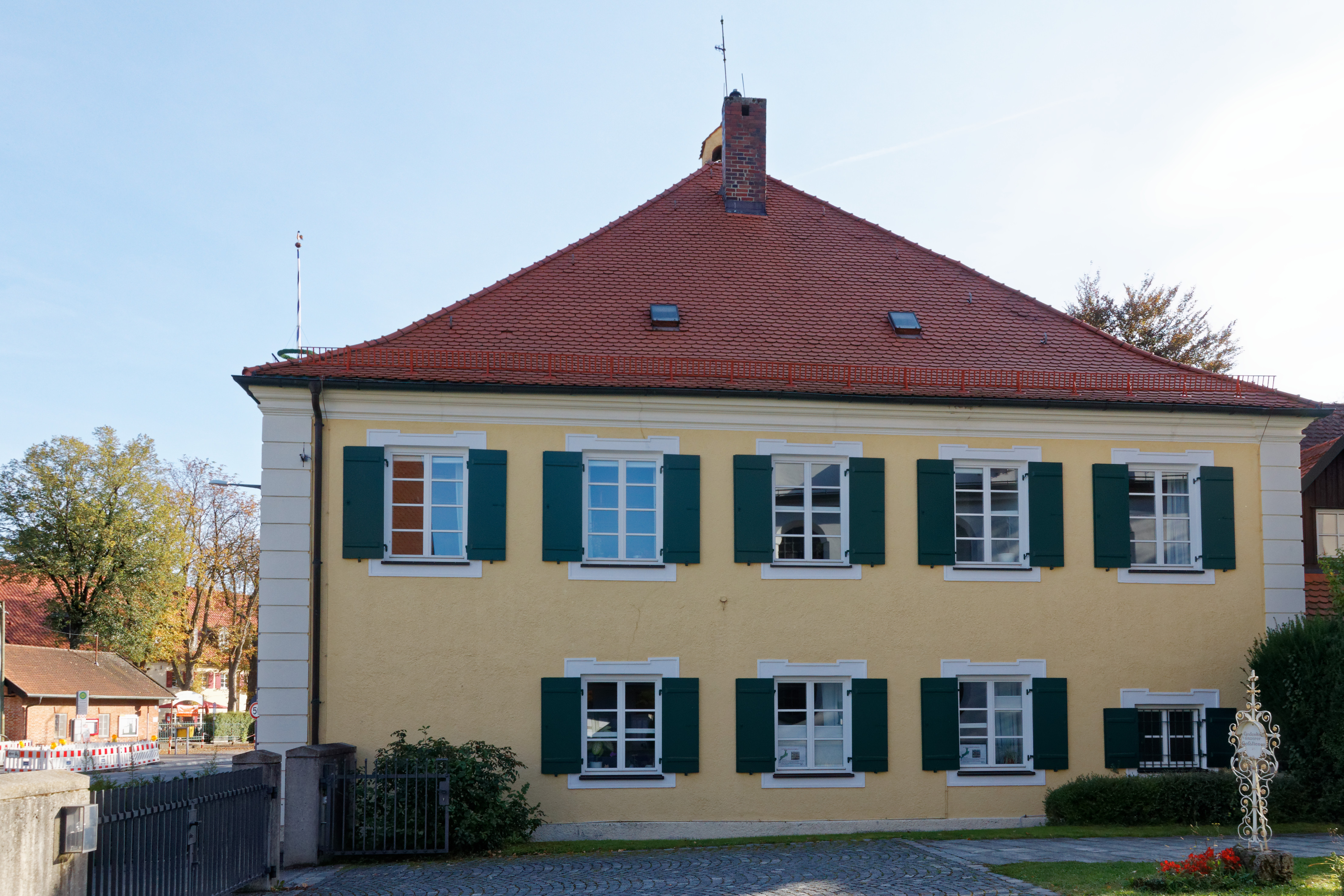
Nordfassade
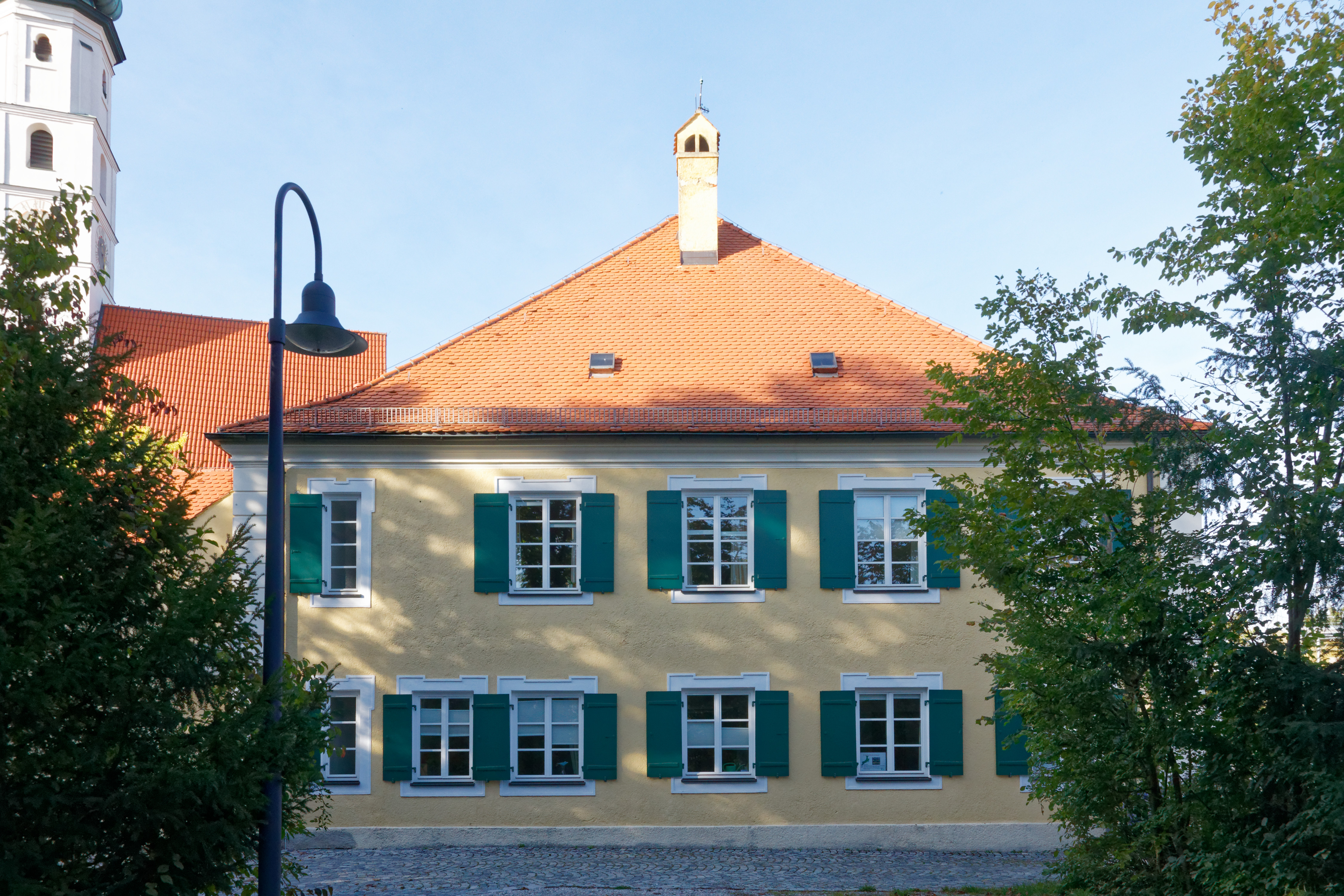
Südfassade
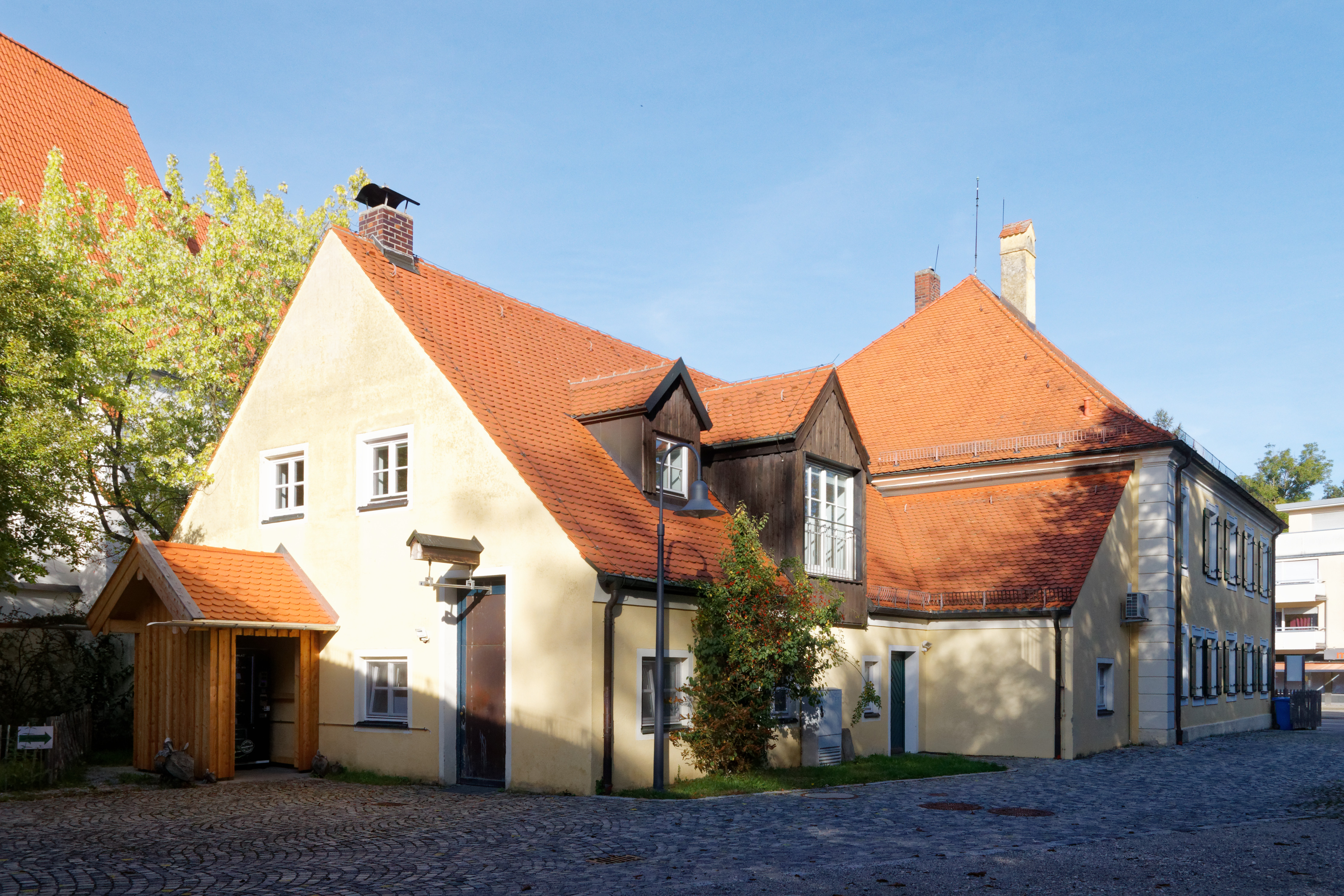
Anbau
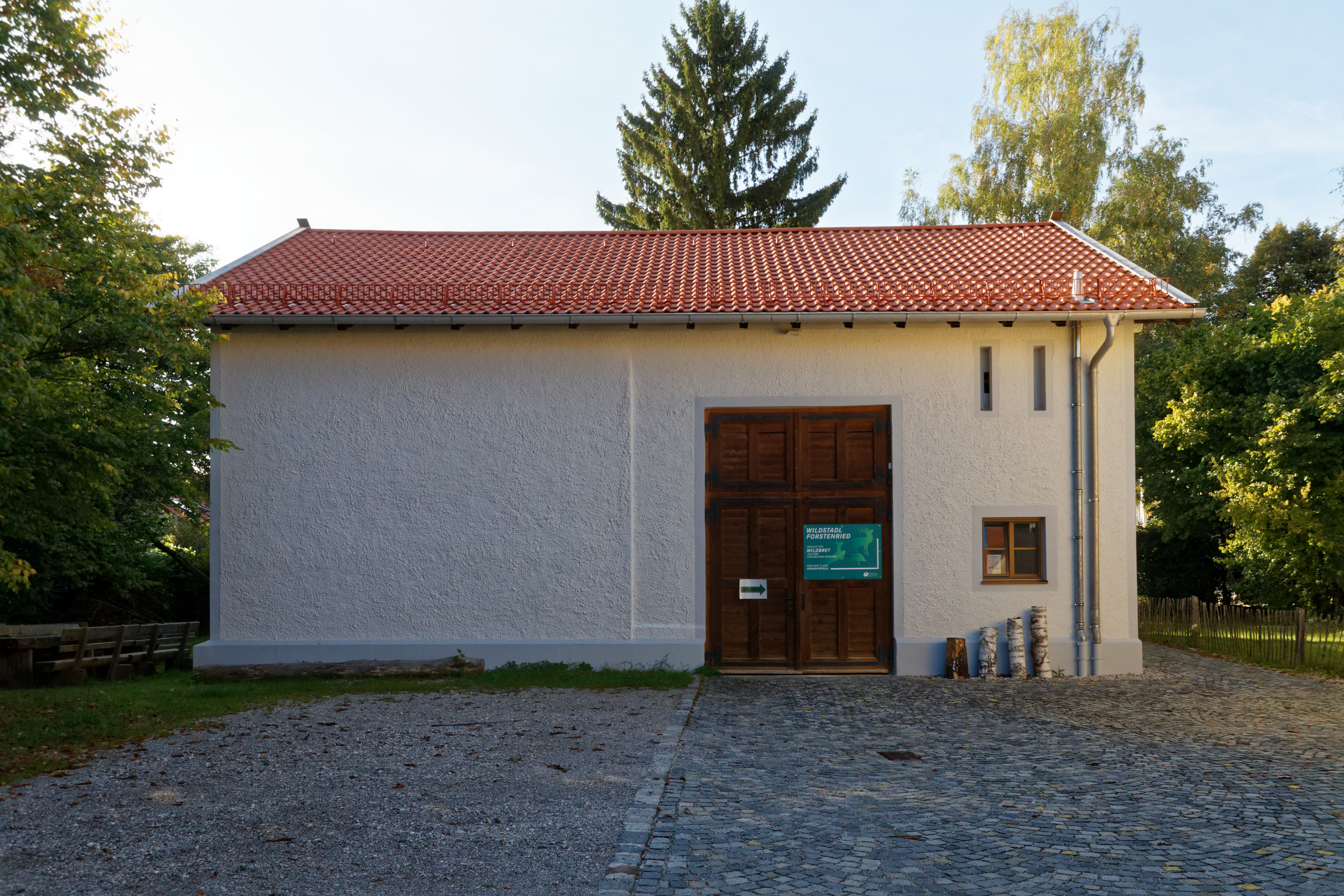
Wildstadl